# 3983 Sakiko
3983 Sakiko è un asteroide della fascia principale del diametro medio di circa 16,39 km. Scoperto nel 1984, presenta un'orbita caratterizzata da un semiasse maggiore pari a 2,4482422 UA e da un'eccentricità di 0,1148898, inclinata di 2,61452° rispetto all'eclittica.